# Бостандык (Бостандыкский сельский округ)
Бостандык (каз. Бостандық) — село в Казталовском районе Западно-Казахстанской области Казахстана. Административный центр Бостандыкского сельского округа. Находится примерно в 21 км к юго-востоку от села Казталовка. Код КАТО — 274839100.
Село расположено на реке Малый Узень.

## Население
В 1999 году население села составляло 1922 человека (958 мужчин и 964 женщины). По данным переписи 2009 года, в селе проживало 1769 человек (907 мужчин и 862 женщины).